# Mjösjö
För sjöar med snarlika namn, se: Mjösjön
Mjösjö är en by i Sundsjö distrikt (Sundsjö socken) i Bräcke kommun, Jämtlands län. Mjösjö ligger längs Drottning Blankas väg mellan Stugun och Dalhemsviken, vid E14. Första bevarade dokumentet om byn är från 1426, men den anses vara åtskilligt äldre. Själva sjön som byn fått sitt namn efter är avlång och det är just vad Mjö- betyder, efter fornnordiskans "mioa".